# Mádito

Situación de Mádito en el Quersoneso tracio.

Mádito (en griego, Μάδυτος) es una antigua ciudad griega del Quersoneso tracio.
Estrabón la sitúa entre el cabo Cinosema, donde se creía que estaba la tumba de Hécuba, y la punta Sestíade, cerca de Sesto.
Heródoto la cita señalando que una colina que se hallaba sobre ella era el lugar donde algunos decían que fue ejecutado del gobernador persa Artaíctes, al que clavaron en un palo.
Perteneció a la Liga de Delos puesto que aparece en registros de tributos a Atenas entre 445/4 y 421/0 a. C.
Jenofonte menciona que Mádito fue donde se retiraron las naves atenienses tras un enfrentamiento contra la flota lacedemonia comandada por Dorieo en el año 411 a. C.
Hacia el año 200 a. C., Mádito fue una de las ciudades que se entregaron voluntariamente a Filipo V de Macedonia, pero pocos años después, hacia el 197 a. C., fue asediada por las fuerzas de Antíoco III el Grande, hasta que la ciudad se rindió.
Se conservan monedas de bronce acuñadas por Mádito, fechadas en el siglo IV a. C, con la inscripción ΜΑΔΥ.
Se localiza en la población moderna de Eceabat.